# Afsahne
Afsahne ist ein weiblicher Vorname, der aus dem alten Persien stammt. Der Name Afsahne bedeutet Berühmtheit, Märchen, Geschichte, Mythos. 
Der Name ist hauptsächlich in den Ländern Iran, Indien, Afghanistan und Tadschikistan zu finden.

## Quelle
Farideh Danaie: Lexikon für persische Vornamen